# Synagelides zhaoi
Synagelides zhaoi är en spindelart som beskrevs av Peng X., Li S., Chen J. 2003. Synagelides zhaoi ingår i släktet Synagelides och familjen hoppspindlar. Inga underarter finns listade i Catalogue of Life.